# Résidence du Bon-Pasteur
La résidence du Bon-Pasteur est un ancien couvent situé à Champlain au Québec (Canada). Cet édifice de style Second Empire est construit en 1882 et 1883 pour servir d'école et de couvent pour les sœurs du Bon-Pasteur de Québec. Il sert d'école jusqu'en 1963 et de couvent jusqu'en 1978. Il est ensuite convertie en 1983 en logement social. Il est cité comme immeuble patrimonial  en 1993 par la municipalité de Champlain.

## Histoire
La Congrégation de Notre-Dame offre l'enseignement aux jeunes filles à partir de 1697. Cependant, elle quitte la localité en 1788 car leur couvent est menacé d'un éboulement et aussi à cause du déplacement du noyau institutionnel à son site actuel. Il faut attendre à 1848 avant que l'on construise deux écoles de rang à Champlain. Le curé et les villageois manifestent pour que des religieuses s'installent dans le village. On considèrent que celles-ci offrent un enseignement supérieur aux jeunes filles de former de futures enseignantes.
Les sœurs du Bon-Pasteur de Québec sont fondées en 1850. Ces dernières ouvrent leurs 7e pensionnat-école à Champlain en 1870. Elles répondent à un besoin pressant pour le village, car celui-ci ne possède pas d'établissement scolaire depuis 1788.En 1882, le premier édifice est devenu trop petit face à la croissance du nombre de pensionnaires. La construction est offerte à l'architecte et entrepreneur Gédéon Leblanc, qui conçoit un couvent-école de style Second Empire, style très répandu au Québec à l'époque. Il s'agit du même architecte qui a conçu l'église Notre-Dame-de-la-Visitation qui est situé juste en face. Fait notable, l'utilisation de la maçonnerie en brique est plutôt rare à Champlain.
L'édifice est utilisé comme école jusqu'en 1963. Les sœurs du Bon-Pasteur occupent l'édifice jusqu'en 1978. Il est converti pour le logement social en 1983. La résidence du Bon-Pasteur est citée comme immeuble patrimonial par la municipalité de Champlain le 6 décembre 1993. La protection ne s'applique qu'à l’enveloppe extérieur de l'édifice.